# Tövsättertjärnen
Tövsättertjärnen är en sjö i Hudiksvalls kommun i Hälsingland och ingår i Delångersåns huvudavrinningsområde. Sjön har en area på 0,0674 kvadratkilometer och ligger 47,6 meter över havet.

## Delavrinningsområde
Tövsättertjärnen ingår i det delavrinningsområde (684415-155872) som SMHI kallar för Mynnar i Storsjön. Medelhöjden är 54 meter över havet och ytan är 5,28 kvadratkilometer. Räknas de 15 avrinningsområdena uppströms in blir den ackumulerade arean 55,25 kvadratkilometer. Trogstaån som avvattnar avrinningsområdet har biflödesordning 2, vilket innebär att vattnet flödar genom totalt 2 vattendrag innan det når havet efter 22 kilometer. Avrinningsområdet består mestadels av skog (42 procent), öppen mark (11 procent) och jordbruk (42 procent). Avrinningsområdet har 0,07 kvadratkilometer vattenytor vilket ger det en sjöprocent på 1,2 procent.